# キャプテンハウス

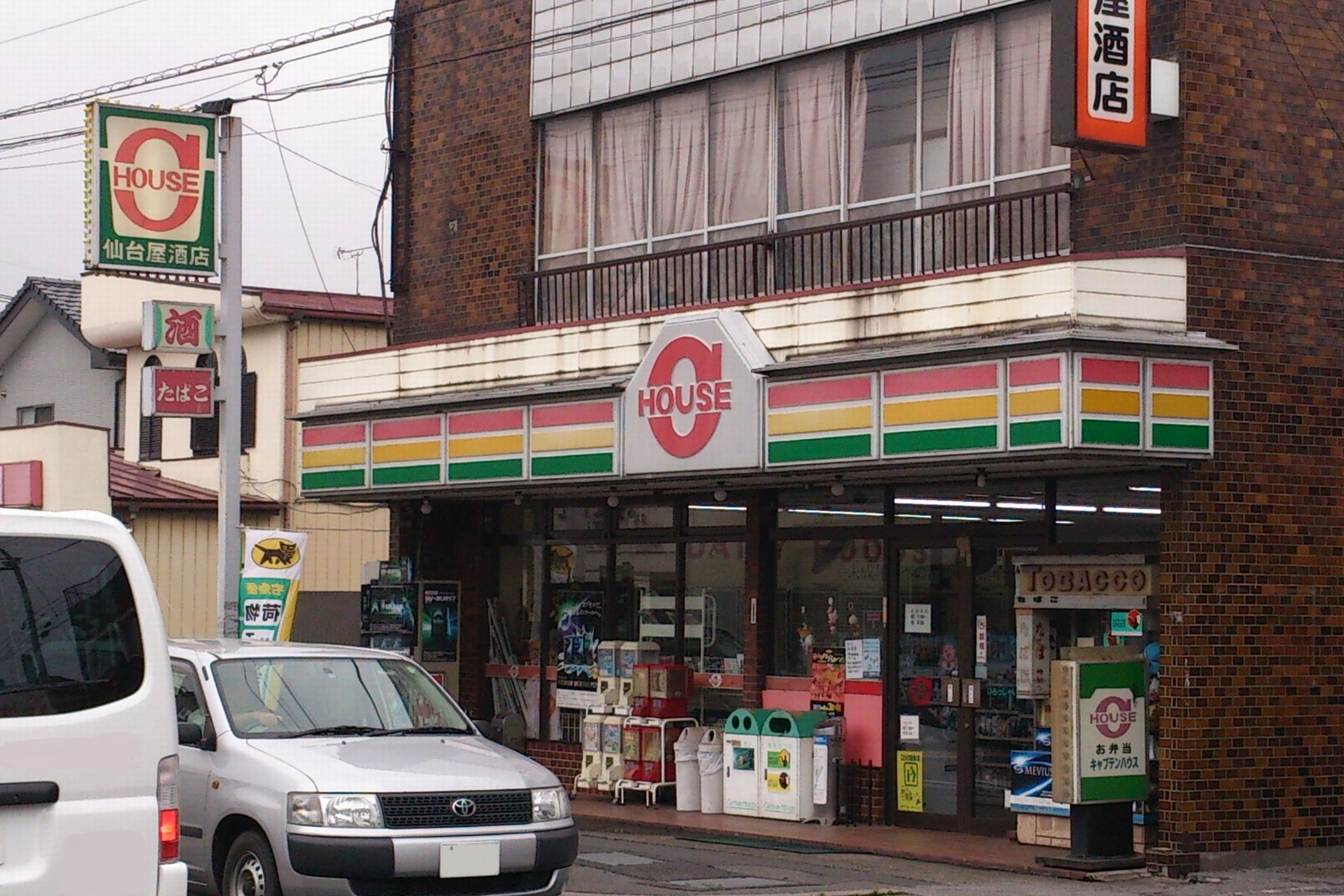
キャプテンハウスの店舗例（宇都宮市）

キャプテンハウスとは、かつて栃木県宇都宮市に本社を置いていた日本のコンビニエンスストアチェーンである。

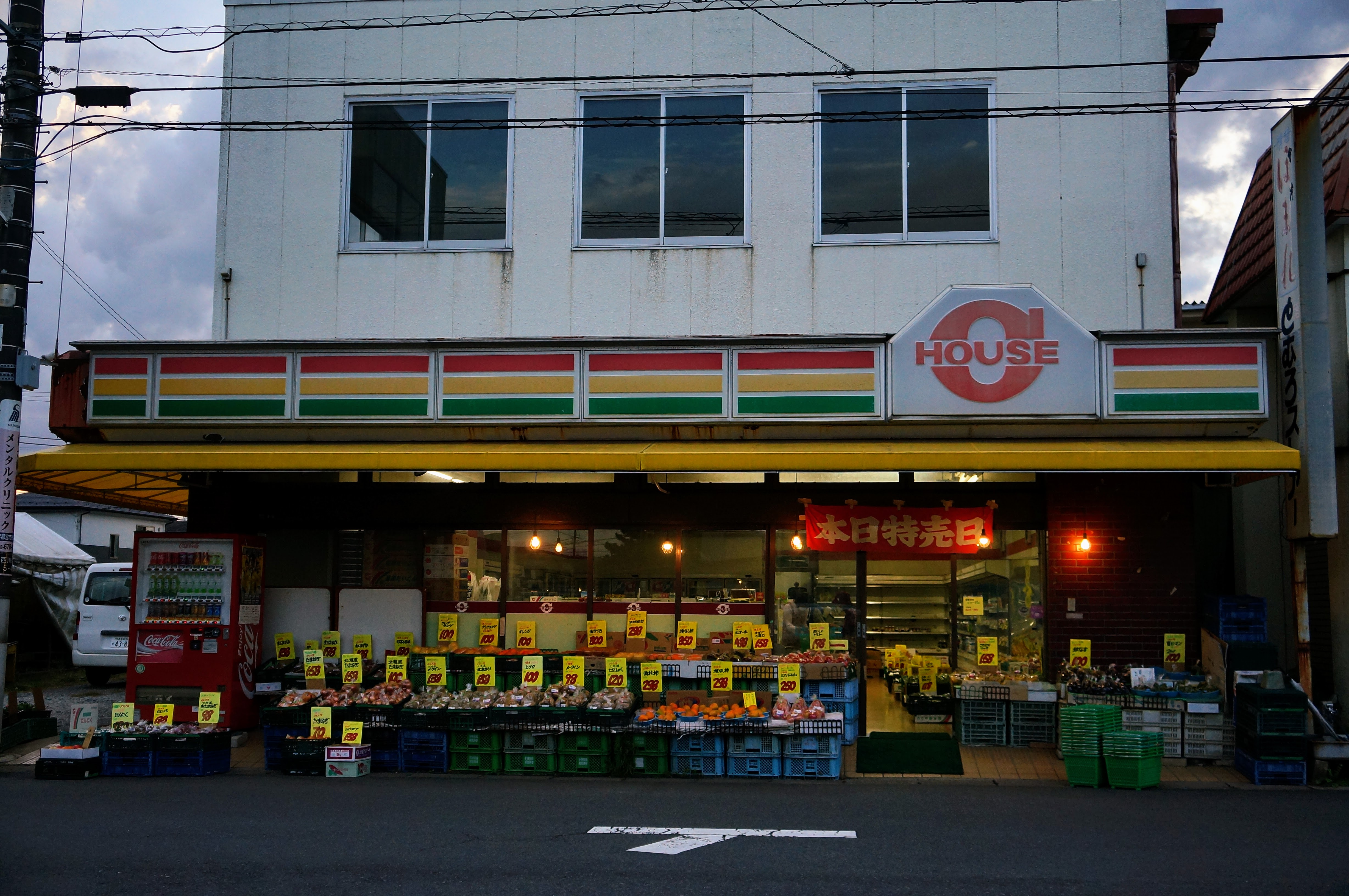
キャプテンハウスいまむら(2022年10月撮影）

## 概要
北関東を中心にボランタリー・チェーンとして展開していた。その為、酒屋からの業態転換店が多かった。
1983年に宇都宮市のキャプテンハウスジャパンが展開を開始。1985年5月には、宮城県大崎市に本部を置くリトルスターと業務提携を結んでいる。1988年1月の加盟店数は86店舗でうち24店舗は生鮮食品がメインのミニスーパー「スパンショップ」である。1993年には栃木県内に約80店舗を展開していたが、その後ローソンなどが栃木県へ進出し、1996年には53店舗にまで減少した。その後本部も倒産したため、多くの店舗が閉店したが、2019年時点でも数店舗が残っている。

## 沿革
- 1983年 - コンビニエンスストア「キャプテンハウス」展開開始[1]。
- 1985年（昭和60年）5月 - リトルスターと業務提携。
- 1996年7月 - ボランタリー・マーチャンダイジング・ネットワークに加盟[4]。
- 1999年9月8日 - 加盟店「グランド店」でCP21の実験を開始[6]。

## 特徴
道路に面したたばこの販売窓口、窓際に並んだ豊富な雑誌と酒屋ルーツならではの充実の酒類ラインナップなどといったコンビニではあまり見られない特色が多い。